# Jan z Sienna
Jan z Sienna, Jan Otha de Przeperow, Jan z Chotcza (ur. Sienno, zm. przed 1477) – podkomorzy przemyski w latach 1441–1448, starosta sandomierski, kasztelan lwowski, wojewoda ruski, syn Dobiesława na Oleśnicy herbu Dębno i Katarzyny Oleśnickiej, córki podskarbiego koronnego Dymitra z Goraja. Był stryjecznym bratem kardynała Zbigniewa Oleśnickiego. 
3 lipca 1431 roku, w czasie wyprawy łuckiej wysłał listy wypowiednie wielkiemu księciu litewskiemu Świdrygielle z obozu wojskowego w Bystrzycy na ziemi lubelskiej. Jan z Sienna wyróżnił się w wojnie Władysława Jagiełły ze Świdrygiełłą (otrzymał za to odebrany Świdrygielle zamek w Olesku). Po walkach polsko-litewskich o Olesko w latach 1382-1432, król Władysław  nadał gród; rycerzowi Janowi z Sienna za zasługi wojenne. 
Był też założycielem Złoczowa (1442) w województwie ruskim. Jego rodzina stała się jedną ze znamienitszych na południowo-wschodnich Kresach I Rzeczypospolitej. Miał dziesięcioro braci, wśród nich Jakuba, biskupa krakowskiego a następnie arcybiskupa gnieźnieńskiego i prymasa Polski. Zmarł przed rokiem 1477. Pozostawił pięciu synów: ks. Dobiesława, ks. Zygmunta, Pawła, Piotra i Jana.